# جک ورانگلر
جک ورانگلر (انگلیسی: Jack Wrangler؛ زاده ۱۱ ژوئیهٔ ۱۹۴۶ درگذشته ۷ آوریل ۲۰۰۹
نیویورک، united states) یک بازیگر پورنوگرافی اهل ایالات متحده آمریکا بود.